# Park Jin-seop
Park Jin-seop (en coreano: 박진섭; Jeonju, Jeolla del Norte, 23 de octubre de 1995) es un futbolista surcoreano que juega en la demarcación de centrocampista para el Jeonbuk Hyundai Motors de la K League 1.

## Selección nacional
Tras jugar en las categorías inferiores de la selección, finalmente hizo su debut con la selección absoluta de Corea del Sur el 21 de noviembre de 2023 en un encuentro de clasificación para la Copa Mundial de Fútbol de 2026 contra China que finalizó con un resultado de 0-3 tras un gol de Jung Seung-hyun y un doblete de Son Heung-min.

## Clubes
| Club                   | País          | Año       | Partidos | Goles |
| ---------------------- | ------------- | --------- | -------- | ----- |
| Daejeon Korail FC      | Corea del Sur | 2017      | 30       | 14    |
| Ansan Greeners FC      | Corea del Sur | 2018-2019 | 64       | 7     |
| Daejeon Hana Citizen   | Corea del Sur | 2020-2021 | 63       | 11    |
| Jeonbuk Hyundai Motors | Corea del Sur | 2022-     | 143      | 8     |

## Palmarés

### Títulos nacionales
| Título        | Club                   | País          | Año  |
| ------------- | ---------------------- | ------------- | ---- |
| Korean FA Cup | Jeonbuk Hyundai Motors | Corea del Sur | 2022 |